# ويليام موريس (لاعب رماية)
ويليام موريس (بالإنجليزية: William Morris)‏ هو لاعب رماية أمريكي، ولد في 27 يونيو 1939 في فيرفاكس في الولايات المتحدة.

## وصلات خارجية
- ويليام موريس على موقع أوليمبيديا (الإنجليزية)